# Николаевская 1-я волость (Херсонский уезд)
Николаевская первая волость — административно-территориальная единица Херсонского уезда Херсонской губернии и Криворожского уезда Екатеринославской губернии.

## История
26 февраля 1919 года вошла в состав новообразованного Криворожского уезда.
Ликвидирована 7 марта 1923 года в ходе перехода на округовую административно-территориальную систему, её территория вместе с территориями Шестернянской, Широковской и Ингулецкой волостей вошла в состав новосозданного Широковского района Криворожского округа.

## Характеристика
По состоянию на 1886 год состояла из 15 поселений, 15 сельских общин. Население — 2799 человек (1433 мужского пола и 1364 женского), 509 дворовых хозяйств.
|                       | Площадь, десятин | В том числе пахотной, дес. |
| --------------------- | ---------------- | -------------------------- |
| Сельских общин        | 4490             | 3052                       |
| Частной собственности | 32 633           | 11 041                     |
| Другой собственности  | 240              | 200                        |
| Всего                 | 37 363           | 14 293                     |

Самые большие поселения волости:
- Николаевка первая (Козельская) — село при реке Ингулец в 125 верстах от уездного города, 474 человека, 92 двора, православная церковь, лавка;
- Андреевка (Сочеванова) — село при реке Ингулец, 458 человек, 90 дворов, православная церковь;
- Скелеватка — село при реке Ингулец, 389 человек, 77 дворов, лавка.